# Lovesongs (Claudio Lolli)
Lovesongs è un album discografico del cantautore italiano Claudio Lolli, pubblicato nel 2009.

## Il disco
Si tratta di una raccolta di otto canzoni scritte dal cantautore bolognese in quindici anni (dagli esordi nel 1971, con “Quello che mi resta”, fino a “Dita”, datata 1987), ri-arrangiate per l’occasione con il suo storico chitarrista, Paolo Capodacqua, ed il sassofonista Nicola Alesini, creando nuovi episodi in bilico tra jazz e sperimentazione.

## Tracce
1. La pioggia prima o poi – 5:14
2. Aspirine – 6:03
3. Donna in fiume – 5:44
4. Dita – 6:41
5. Quello che mi resta – 5:35
6. Notte americana – 4:05
7. Non aprire mai – 4:57
8. La giacca – 5:41

## Formazione
- Claudio Lolli – voce
- Paolo Capodacqua – chitarra
- Giuseppe Morgante – contrabbasso
- Nicola Alesini – sassofono soprano, programmazione, sintetizzatore, sassofono tenore, clarinetto